# Uroleucon russellae
Uroleucon russellae är en insektsart som först beskrevs av Hille Ris Lambers 1960.  Uroleucon russellae ingår i släktet Uroleucon och familjen långrörsbladlöss. Inga underarter finns listade i Catalogue of Life.